# Автошлях Т 2619
Автошля́х Т 2619 — автомобільний шлях територіального значення у Чернівецькій області. Пролягає територією Чернівецького району через Кіцмань — Ошихліби — Неполоківці — Берегомет. Загальна довжина — 17,5 км.

## Маршрут
Автошлях проходить через такі населені пункти:
| Автошлях Т 2619     |              |
| Чернівецька область |              |
| Чернівецький район  |              |
| Кіцмань             | E85М19Т 2607 |
| Ошихліби            |              |
| Неполоківці         | Н10          |
| Реваківці           |              |
| Берегомет           | Т 2607       |